# Садовский, Андрей Семёнович
Андре́й Семёнович Садо́вский (? — 1580) — дворянин, государственный деятель Великого княжества Литовского, подсудок земский браславский и виницкий (назначен на должность Великим князем Литовским) и одновременно подстароста Браславский (1569—1579 года), посол на коронационный сейм первого выборного короля Генриха Валуа от Винницкого повята Браславского воеводства в 1574 году.

## Биография

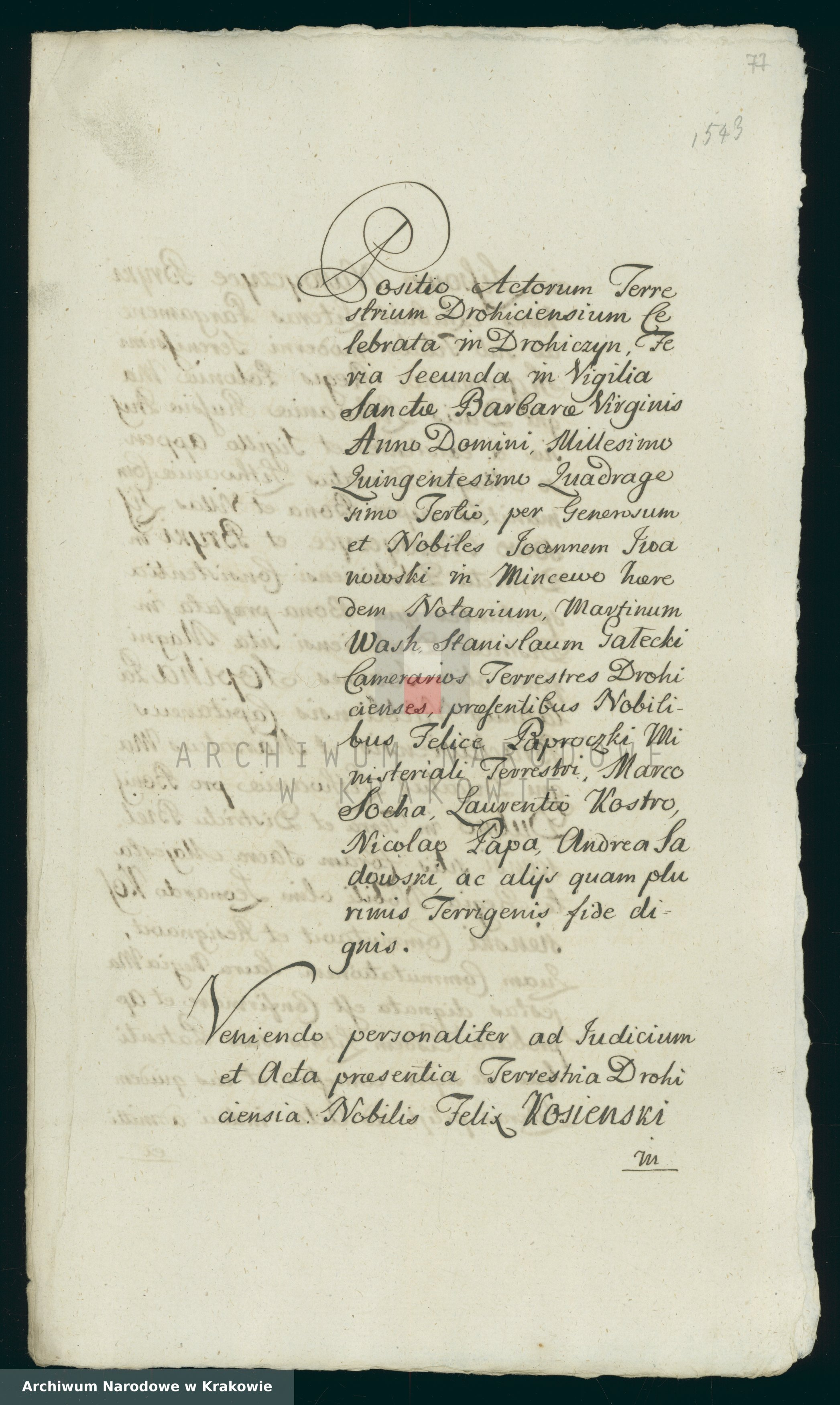
Краковский Архив. Опись документов Дрохичинского Суда. Андрей Садовский принимает участие в работе суда в 1540 году.

Представитель литовского магнатского рода Садовские герба Любич. Сын Семёна Садовского и Софии Ивановны Чижовны
Впервые упоминается 21 января 1521 года. В этот день в Дорогичине, Андрей, Иван и Семён Садовские присутствовали при вынесении решения в суде по жалобе Дорогицкой земянки Софьи Якубовой Истебской на Дорогицких мещан.
В июне-июле 1565 года обеспечивал ночлег великого князя Сигизмунда Августа, последнего монарха из Гедиминовичей, на его пути в Молодечно. В 1566 году Великий князь отправляет его на поветовые сеймики Браславского и Веницкого поветов, созванных перед Берестейским сеймом в качестве господарского посла. В 1569 году Великий князь литовский назначает на должность подсудка земского браславского и виницкого, одновременно он является подстаростой Браславским (1569—1579 год).
С 21 февраля по 3 апреля 1574 года в качестве посла принимает участие в работе коронационного сейма первого выборного короля Генриха Валуа от Винницкого повята Браславского воеводства, проходившего в Кракове. Здесь же, на сейме, он получает от короля привелей от 10 марта 1574 года, подтверждающий владение селищем Ермолинцы в Браславском повяте, которое ранее ему было предоставлено князем Богушем Фёдоровичем Корецким, воеводой земли Волынской, старостой луцким, браславским и веницким .
Владелец имения Гусинная Воля (Husinki), которое перешло по наследству сыновьям Кристофу (Крыштофу) и Станиславу Садовским, а также государева моста Добрынского, который он получил вместо ставка Лазуцкого у королевского дворянина Кучука у реки Кшна в Подляшье, а также сел Ермолинцы (Ярмолинцы) и Скуринцы (Село Прибугское, расположено на берегу р. Южный Буг к югу от Винницы.) на Волыни.

## Семья и дети
Андрей Семёнович Садовский был дважды женат. Первая жена София. Вторая жена Полония Хребтовичевна (детей не имели).
Дети от первого брака:
- Кристоф Андреевич Садовский,
- Станислав Андреевич Садовский.
- Агнета Андреевна Садовская, жена Станислава Швейко, сына Марци из Швейки герба Тшаска [12]